# Kilo Two Bravo
Kilo Two Bravo (anteriormente conocida como "Kajaki: The True Story"), es un drama bélico estrenado en noviembre del 2014 en el Reino Unido y que se espera sea estrenado el 14 de septiembre del 2015 durante el Festival Internacional de Cine de Toronto.

## Sinopsis
El thriller cuenta la verdadera historia ocurrida en septiembre del 2006 de un pelotón enviado a deshabilitar un control talibán. Al aproximarse a los insurgentes, uno de los soldados activa una mina terrestre poniendo en marcha una desesperada misión de rescate.

## Reparto

### Personajes Principales
- David Elliot como el soldado Cpl. Mark Wright.
- Mark Stanley como el soldado Tug.
- Scott Kyle como el soldado Cpl. Stu Pearson.
- Benjamin O’Mahony como el soldado Cpl. Stuart "Stu" Hale.
- Bryan Parry como el soldado Jonesy.
- Liam Ainsworth como el soldado Ken Barlow.

### Personajes Secundarios
- Andy Gibbins como Smudge.
- John Doughty como el soldado Dave Prosser.
- Paul Luebke como el soldado Jay Davis.
- Thomas Davison como el soldado Jar Head.[5][6]
- Grant Kilburn como el soldado Alex Craig.
- Robert Mitchell como el soldado Faz.
- Jon-Paul Bell como el soldado Luke Mauro.
- Malachi Kirby como el soldado Snoop.
- Ali Cook como el soldado Spud McMellon.
- Abe Dababneh como el soldado Kajaki Jon.
- Felipe Cabezas como el soldado Kajaki Mike.
- Hazem Alagha como el soldado Luke Mauro.
- Malachi Kirby como el soldado Steven "Bombhead" Watson.
- Ryan W. Sadi como un parajumper estadounidense.
- Joe Corrigall
- Connor Mills

## Premios y nominaciones
| Año  | Categoría                                                   | Premio           | Nominado                          | Resultado |
| ---- | ----------------------------------------------------------- | ---------------- | --------------------------------- | --------- |
| 2015 | Outstanding Debut by a British Writer, Director or Producer | BAFTA Film Award | Paul Katis & Andrew de Lotbiniere | Nominados |

## Producción
La producción está bajo el cargo de Paul Katis y Andrew De Lotbiniere, y fue escrita por Tom Williams. También contarán con la participación de los productores ejecutivos Gareth Unwin, Alexa Jago, Alec Mackenzie, Norman Merry, Phil Hunt, Compton Ross y Lee Vandermolen.
En septiembre del 2015 se anunció que el drama bélico de Katis: "Kilo Two Bravo" conocido anteriormente como "Kajaki: The True Story", había sido  adquiida por "Search Engine and Honora". El acuerdo fue producido antes del estreno en el Festival de Cine de Toronto.